# Eleutherodactylus weinlandi
Espèce
Statut de conservation UICN

 LC  : Préoccupation mineure
Eleutherodactylus weinlandi est une espèce d'amphibiens de la famille des Eleutherodactylidae.

## Répartition
Cette espèce est endémique d'Hispaniola. Elle se rencontre en République dominicaine et dans l'Est d'Haïti du niveau de la mer jusqu'à 788 m d'altitude.

## Liste des sous-espèces
- Eleutherodactylus weinlandi weinlandi Barbour, 1914
- Eleutherodactylus weinlandi chersonesodes Schwartz, 1965

## Étymologie
Cette espèce est nommée en l'honneur du zoologiste David Friedrich Weinland.

## Publications originales
- (en) Barbour, 1914 : A contribution to the zoogeography of the West Indies, with special reference to amphibians and reptiles. Memoirs of the Museum of Comparative Zoölogy at Harvard College, vol. 44, no 2, p. 204-259 (texte intégral).
- (en) Schwartz, 1965 : Geographic variation in two species of Hispaniolan Eleutherodactylus with notes on Cuban members of the ricordi group. Studies on the Fauna of Curacao and Other Caribbean Islands, vol. 22, p. 98-123.